# Françoise Nicolas (diplomate)
 (janvier 2022).
Si vous disposez d'ouvrages ou d'articles de référence ou si vous connaissez des sites web de qualité traitant du thème abordé ici, merci de compléter l'article en donnant les références utiles à sa vérifiabilité et en les liant à la section « Notes et références ».
Pour les articles homonymes, voir Françoise Nicolas et Nicolas (patronyme).
Françoise Nicolas, née en 1962, est une diplomate française, en poste à l'ambassade de France au Bénin de 2008 à 2010. Elle est également lanceuse d'alerte dans une affaire concernant les diplomates Nathalie Loiseau et Hervé Besancenot.

## Poste à l'ambassade de Cotonou
En 2008, Françoise Nicolas est affectée à l'ambassade de France au Bénin en tant que vice-consule au sein du Service d’action et de coopération culturelle (SCAC) chargé des bourses d’études, de stage, des missions, des invitations et de l’organisation d’examens.
Après une remise à plat du système de gestion des dossiers traités, Françoise Nicolas commence à recevoir des pressions et du harcèlement visant à l'écarter de sa fonction.

## Premiers recours à un avocat
Françoise Nicolas affirme avoir subi une tentative de meurtre à son bureau en janvier 2010 mais avoir été sauvée par un agent d'entretien qui a été licencié par la suite.
Françoise Nicolas a déposé une plainte pour violences volontaires qui a été classée sans suite. Une plainte pénale pour tentative de meurtre a fait l'objet d'un non-lieu.
En 2015, Françoise Nicolas explique la mécanique de détournements de fonds publics qu'elle a constatée à l'occasion d'un meeting de soutien aux lanceurs d'alerte organisé à la Bourse du travail à Paris par #WeAreTheLeaks, un collectif de 60 ONG, associations, syndicats.
En 2017, à la suite de la nomination de Nathalie Loiseau au gouvernement d'Édouard Philippe, le site Mondafrique publie un texte de Françoise Nicolas. Elle accuse Nathalie Loiseau d'avoir couvert ces faits de violence et un « système de créations de dépenses fictives » lorsqu'elle était Directrice des ressources humaines du ministère des Affaires étrangères (2009-2011). Françoise Nicolas déclare tenir Nathalie Loiseau responsable des persécutions qu'elle déclare avoir subies après avoir signalé ces malversations au ministère des Affaires étrangères. Ces accusations de 2017 ont fait l'objet d'un droit de réponse de Nathalie Loiseau. En retour, Mondafrique évoque le caractère « contradictoire » de la réponse de Nathalie Loiseau ainsi que « la solidité du dossier dont dispose Françoise Nicolas » qui revêt un « caractère d'intérêt général »
En 2017, l'ancien ambassadeur de France au Bénin, Hervé Besancenot, et son premier conseiller, Laurent Souquière, portent plainte en diffamation après une interview de Françoise Nicolas. La justice tranche en faveur de Françoise Nicolas et prononce une relaxe en 2018[réf. nécessaire].
En 2018, Françoise Nicolas est mise à la retraite d'office de la fonction publique à l'âge de 56 ans.
Françoise Nicolas dénonce le refus de l'État français d'ouvrir une enquête administrative pour résoudre définitivement cette affaire,,.
Le 29 septembre 2020, le député Ugo Bernalicis dépose une question au gouvernement sur sa situation, et obtient une réponse le 13 avril 2021.